# 長い冬 (小説)
『長い冬』（ながいふゆ、The Long Winter）は、ローラ・インガルス・ワイルダーによって書かれ、1940年に出版された自伝的児童小説で、彼女の『小さな家』シリーズ9冊のうちの6冊目である。舞台は、彼女が14歳になった1880年から1881年の厳しい冬、ダコタ準州南東部（現在のサウスダコタ州）を舞台としている。
この小説は1941年のニューベリー賞の次点になった。1938年から1943年までの『小さな家』の4冊目から8冊目まではすべてニューベリー賞の次点である。こうした経緯で、それらの作品はニューベリー・オナー・ブックと呼ばれている。

## あらすじ
1880年代の暑い8月の日、ダコタ準州デ・スメット近郊にあるインガルス家の農場で、ローラは冬に家畜に与えるための干し草を積むのを手伝いたいと申し出た。彼らが働いているとき、彼女は近くのビッグスラウにマスクラットの巣があることに気づいた。それを調べたお父さんは、その壁がこれまで見た中で最も厚いことに気づき、これは来たる冬が非常に厳しい冬になるという警告ではないかと心配する。
10月中旬、インガルス家の家族は暖房の不十分な小屋の周りで早朝の吹雪がうなり声を上げて目を覚ます。その直後、お父さんは予期せぬ情報源から別の警告を受ける。町の雑貨店にネイティブアメリカンの老人がやって来て、厳しい冬は7年周期でやって来て、最も厳しい冬は3周期目の終わりに来ると白人入植者に警告する。来たる冬はその21回目の冬であり、7ヶ月間吹雪が続くことになる。お父さんは冬の間、家族を町にある自分の店舗の建物に移すことにした。
町では、ローラは妹のキャリーと一緒に学校に通っているが、天候が予測不能になり、校舎まで歩いて登ることができなくなり、石炭が不足して暖房を維持できなくなる。
今後数か月にわたって、吹雪に次ぐ吹雪が町を襲うことが予想されている。町は物資の輸送を鉄道に依存しているが、頻繁に吹雪が発生して列車が運行不能ため、食料と燃料が不足し高価になっている。
結局、鉄道会社はミネソタ州トレーシーで雪の中に埋もれた列車を掘り出す作業をすべて中止し、春まで町を立ち往生させることになる。
石炭や木材がなくなったインガルス一家は、燃料としてねじり干し草(Twisted Hay)を使うことを学ぶ。町のわずかな食料が底をつき、ローラの将来の夫となるアルマンゾ・ワイルダーとその友人キャップ・ガーランドは、町から20マイル離れた土地で入植者が小麦を栽培しているという噂を耳にする。彼らは命がけで、残りの冬を越せる量の60ブッシェルを飢えた町民に届けようとする。
予報通り、吹雪は7ヶ月も続く見込み。ようやく春の雪解けが訪れ、列車が再び走り始め、待ち望んでいた物資と、インガルス家が長年延期していたオールデン牧師からのクリスマスのプレゼント（衣類、プレゼント、クリスマス七面鳥が入ったもの）が届けられる。長い冬がようやく終わり、5月には長らく遅れていたクリスマスのお祝いを楽しむことになる。

## 歴史、地理、そして最近の科学的な情報

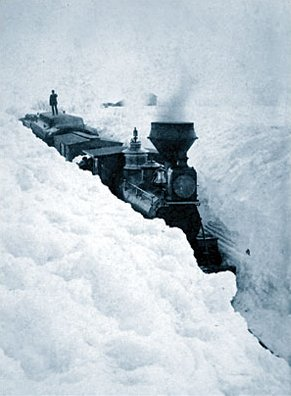
1881 年 3 月 29 日、ミネソタ州南部で雪に巻き込まれた列車

ワイルダーの本は 1880 年の秋から 1881 年の春まで続くが、この時期は猛吹雪が頻繁に発生したため、歴史に「雪の冬」(The Snow Winter)として記録された。 
小説の正確な詳細には、町民の名前（ごくわずかな例外を除く）、吹雪の激しさと極寒、雪が降って線路が通行できなくなった後、シカゴ・アンド・ノース・ウェスタン鉄道が春の雪解けまで列車を停止したこと、飢えに近い町民たち、そして誰も存在すら確信していなかった小麦の貯蔵庫を求めて開けた大草原に出たアルマンゾ・ワイルダーとキャップ・ガーランドの勇気が含まれている。
創作に当たる部分には、最初の方の章の「ネイティブアメリカンの老人の警告」と吹雪の期間と頻度が含まれている。
歴史的記録によると、その冬は通常よりも多くの吹雪が発生したが、ワイルダーの記述によると10月下旬から4月上旬にかけて、嵐は平均してそれぞれ3日続き、間隔はわずか2日から2日半であるというワイルダーの記述に依ると、その期間中に35 回の吹雪が発生したことになり、これは劇的な出来事かもしれない。
地元のオーラル・ヒストリーやワイルダーの伝記作家による調査でも、アルマンゾとキャップが小麦を見つけるために旅したのは、小説で彼女が述べている20マイル(32km)ではなく、デ・スメットの南12マイル(19km)であることが示されている。アルマンゾはワイルダーよりおよそ6歳年上のように描かれているが、実際は10歳年上だった。
しかしながら、これらの些細な事実関係の違いは別として、この作品はダコタ準州の伝説的な冬の正確な描写である。

## 小説の編集過程
ワイルダーの『小さな家』の本の編集者は、著名な作家、ジャーナリストであり、多作のゴーストライターでもある彼女の娘、ローズ・ワイルダー・レーンである。ジョン・E・ミラーは、伝記『ローラ・インガルス・ワイルダーになる』の中で、編集過程でのワイルダーとレーンの間の広範な往復書簡について論じており、その書簡の複写も掲載している。

## 批評
ヴァージニア・カーカスは、1926 年から 1932 年まで、ハーパー & ブラザーズ誌でワイルダーのデビュー小説『大きな森の小さな家』を児童書の編集者として担当していた。1933 年からの彼女の半月刊誌であるカーカス・レビューで、彼女はこの小説に星付きのレビューを与えている。(彼女は、「小さな家」シリーズの３作目から６作目までのすべての巻に星付きのレビューを書いている。）「実話として売り込んでください」とアドバイスした。
この小説はワイルダーにとってニューベリー・オナーの5冊のうちの3冊目であり、シリーズの4冊目から8冊目に相当する。
2012年、スクール・ライブラリー・ジャーナルが発行した調査で、この小説は歴代の児童文学作品の中で84位にランクされ、トップ100に入った『大草原の小さな家』 シリーズの3冊のうちの1冊となった。
この本が出版されてからしばらくして、ワイルダーはこの本を基にした映画の脚本を持ちかけられた。彼女は台本全体を読むことができれば許可するつもりだったが、架空の内容が追加されていることに気づき、フィクションは一切望んでいない、不正確な点が多すぎると言って断った。したがって、この本に基づいた映画は決して作られることはなかった。このシリーズは 1974 年に NBC がシリーズ 3 作目に基づいたテレビ映画「大草原の小さな家」を放映するまで映像化されることはなかった。今回は原作に非常に忠実であり、その後、同じ内容をフィーチャーした 9 シーズンにわたるテレビ シリーズが放送された。その間、同じキャストで、エピソードごとに約 1 時間の放送で行われた。

## 日本語訳
- 石田アヤ(訳)『長い冬上下』コスモポリタン社、昭和24
- 鈴木哲子(訳)『長い冬 (岩波少年少女文学全集 ; 17)』岩波書店、昭和37年、のち岩波少年文庫、1955年
- 谷口由美子(訳)『長い冬(ローラ物語1)(岩波少年文庫)』岩波書店、2000年